# Уши (село)
У̀ши е село в Западна България. То се намира в община Трекляно, област Кюстендил.

## География
Село Уши се намира в планински район, северозападно от Кюстендил, в областта Краище, в южните дялове на Кобилската планина. Съставено е от няколко рзпръснати махали – Самарджийска, Стоянова, Калеина, Знеполска, Николина, Златанова, Костадинова, Велкова и Кошарска.
Името на селото е уникално и няма аналог или подобие в България. В Сръбски източници се споменава като Уш, но това не дава яснота за значението и произхода му. Има предположения, че името на селото може да произлиза от намираща се в землището планинска форма, подобаваща уши.

## Население
- 1880 – 333 жители
- 1900 – 378 жители
- 1926 – 124 жители
- 1934 – 489 жители
- 1946 – 434 жители
- 1956 – 324 жители
- 1965 – 227 жители
- 1975 – 137 жители
- 1978 – 124 жители
- 1984 – 90 жители

## История
Няма запазени писмени данни за времето на възникване на селото. Останките от късноантично и късносредновековно селище свидетелстват, че района е населяван от дълбока древност.
Село Уши е старо средновековно селище. В турски данъчен регистър от 1570-1572 г. е посочено под името Уж като тимар към нахия Горно Краище на Кюстендилския санджак с 4 мюсюлмански домакинства и 52 християнски домакинства, 5 бащини и 4 вдовици. В списъка на джелепкешаните от 1576-77 г. е записано село Уши към кааза Ълъджа (Кюстендил) с 9 данъкоплатци - 8 българи и 1 турчин. Съществуването на селището и през XVII век е засвидетелствано в турски регистър от 1626-1627 г. за събиране на данъка джизие от войнуците.
До 1878 година Уши е господарско село и земите му принадлежат на турски чифликчии, на които селяните изплащат рента. Според османо-турски документи в 1864 година Уши има 16 ханета (117 жители от мъжки пол), а в 1874 година – 32 ханета (160 мъже).
От 1878 година селото е в границите на България и е част последователно от Изворска (до 1889 г.), Босилеградска (до 1901 г.) и Кюстендилска околия.
През 1878 година земите на чифликчиите са взети от местните жители, които ги обработват, и по-късно, след правителствен заем, са изплатени на предишните им собственици. Този заем е изплащан от ушинчани в продължение на десетилетия.
През 1893 година в селото е открито първоначално училище, а в 1929 година – читалището „Бай Здравко“.
В 1949 година е построена нова училищна сграда. От 1952 г. селото е електрифицирано, а от 1955 г. - водоснабдено. През 1957 година е създадено ТКЗС „Червена звазда“, което през 1979 г. е включено в АПК „Краище“ в с. Трекляно
Активни миграционни процеси.

## Религии
Село Уши принадлежи в църковно-административно отношение към Софийска епархия, архиерейско наместничество Кюстендил. Населението изповядва източното православие.

## Исторически, културни и природни забележителности
- Оброк. Намира се на около 1 км северозападно от кметството в местността „Рид“ при махала Велкова.
- Оброк „Свети Прокопий“. Намира се на около 1 км североизточно от кметството при махала Кошарска. Службата е на 21 юли по стар стил. Няма оброчен знак.
- Паметник на загиналите воини през 1912-1913 г., 1915-1918 г. и 1941-1945 г.
- Паметник на загиналите във войните през 1913 г.

## Личности
- Атанас Костов Динев – Кривошията, род.1923 г.- голям общественик, неуморим деятел за благото на хората.